# Праве бубрежнe артериоле
Праве бубрежне артериоле  познатије као  vasa rectae renis (лат. vasa - крвни суд, судови, recta - право, равно) су низ крвних судова у бубрежном крвотоку који улазе у састав бубрежне сржи. Ови крвни судови ( који су у облику укоснице) настају из артериола које воде од бубрежног гломерула, спуштају се у бубрежне пирамиде и поново се спајају док се пењу и играју улогу у концентрацији мокраће. Оне се пружају паралелно с Хенлеовом петљом.

## Анатомија
Праве бубрежнe артериоле су гране еферентних артериола јукстамедулског нефрона (нефрона који су најближи сржи/медули бубрега). Оне улазе у срж бубрега и окружују Хенлеову петљу. Док перитубулски капилари окружују делове тубула у бубрежној кори, праве бубрежнe артериоле улази у бубрежну срж и ближе су Хенлеовој петљи, коју напуштају када дођу до бубрежне коре.
Завршеци правих бубрежних артериоле формирају праве венуле, гране плексуса на врховима бубрежне пирамиде. Оне излазе према споља у смеру између цеви сржне супстанце бубрега, а међурежањске вене спајају се формирајући венске аркаде. Оне се потом уједињују и формирају вене које пролазе уз бокове бубрежних пирамида. Силазне праве бубрежнe артериоле имају нефенестрирани ендотел (без отвора), који олакшава транспорт уреје, док узлазне праве бубрежнe артериоле имају, с друге стране, фенестрирани ендотел.

## Функција
Праве бубрежнe артериоле су део капиларне мреже која снабдева крвљу бубрежну срж. Ови капиларни крвни судови су дуги крвни судови у облику укоснице који иду паралелно са Хенлеовим петљама. Укосница успорава проток крви, што помаже у одржавању осмотског градијента потребног за реапсорпцију воде. Хенлеова петља и равне бубрежнe артериолере играју значајну улогу у томе. Проток филтрата је у два крака Хенлеове петље или у супротним смеровима чиме се формира противструја. Овај градијент је углавном узрокован натријум хлоридом и уреом. Натријум хлорид се транспортује узлазним екстремитетом Хенлеове петље која се размењује са силазним краком равне бубрежнe артериоле натријум хлорид се враћа у интерстицијум узлазним делом равне бубрежнe артериоле. Слично томе, мале количине урее улазе у танак сегмент узлазног крака Хенлеове петље који се сабирним тубулом транспортује назад у интерстицијум. Горе описани транспорт супстанци олакшан је посебним распоредом Хенлеове петље и равних бубрежних артериола  назива се противструјни механизам. Овај механизам помаже у одржавању градијента концентрације.
Праве бубрежнe артериоле не само да доносе хранљиве материје и кисеоник у сегменте медуларног нефрона, већ (што је још важније), оне такође уклањају воду и раствор који се континуирано накупља у медуларном интерстицијум у сегментима нефрона. Способност правих бубрежних артериоле да одржи медуларни интерстицијски градијент зависи од протока крви. Значајно повећање крвотока праве бубрежнe артериоле регулише се кроз медуларни градијент. Алтернативно, смањен проток крви смањује испоруку кисеоника у сегменте нефрона унутар бубрежне сржи. Пошто транспорт соли и других растворених материја захтева кисеоник и аденозин трифосфат, смањени проток крви у бубрежној сржи смањује транспорт соли и раствора кроз сегменте нефрона у бубрежној сржи. Као резултат тога,  интерстицијски осмотски градијент бубрежне сржи се не може одржати, што такође смањује способност концентрације мокраће.

## Клинички значај
Спори проток крви у равним артериолама чини их вероватном локацијом тромбозе која настаје због тромбофилије или губитка ткива услед анемије српастих црвених крвних зрнаца.
Настала исхемија у бубрегу може довести до бубрежне папиларне некрозе.